# Ibn Tufejl
Ibn Tufejl je rođen 1105. a umro 1185. godine. Njegovo puno ime je Abu Bakr Muhammad ibn Abd al-Malik ibn Tufail. Poznat po svom jedinom očuvanom delu Haj ibn Jakzan – koje imenom i sadržajem podeća na Ibn Sininu filozofiju – detaljno se bavio pitanjem odnosa između razuma i objave, kao i svi ostali islamski filozofi.
U svom delu Haj ibn Jakzan, što u prevodu znači „Živi sin budnog”, Ibn Tufejl govori o još jednoj ličnosti po imenu Absal, koju preuzima iz druge Ibn Sinine priče Salaman i Absal.
Haj je od samog početka svog života bio sam, bez prisustva drugih ljudi, na jednom izdvojenom i dalekom ostrvu gde ga je hranila gazela. Glavna ličnost Ibn Tufejlove priče Haj blagovremeno je sticao životna iskustva i samostalno provodio život, sve dok nije upotrebio intelektualnu snagu promišljanja i argumentacije i otkrio nadmaterijalne i filozofske realnosti. Zahvaljujući moći razuma, Haj je saznao za božje postojanje i za Njegova svojstva, kao i za nužno oživljenje duše posle telesne smrti. Ta saznanja su ga navela da intezivnijim razmišljanjem o sebi i upražnjavanjem duhovnih vežbi počne da vidi ono što niko nije video i da čuje ono što niko drugi nije čuo.
Kada je Haj ušao u pedesetu godinu, ili kako Ibn Tufejl kaže, „kada je Haj sedam puta proživeo po sedam godina”, sudbina je na njegovo ostrvo dovela Absala, gnostika sa susednog ostrva koji je tragao za mirnijim boravištem. Absal je potom naučio Haja da govori ljudskim jezikom, te ga je pitao o njegovom životu. Haj je ispričao Absalu događaje iz svog duhovnog života i govorio mu o istinama koje je video. Absalu je bilo jasno da se sve ono što Haj zna i prenosi u potpunosti slaže sa religijskim predanjima. Zbog toga je Absal učvrsio svoje verovanje u Boga i produbio svoje znanje.
Pošto je Absal obavestio Haja da je Bog poslao verovesnike da ljudima prenesu božju veru, objavu i Njegove zakone, Haj je takođe osetio da je reč o istini koju je i on saznao, te je u dubini srca prihvatio sve što je Absal rekao. Haj jedino nije mogao da razume zašto religija koristi simbolički jezik jer je smatrao da upotreba simbola može samo da zbuni ljude. Međutim, kako je došao sa Absalom među ljude i izbliza ih upoznao, utvrdio je da su ljudski saznajni kapaciteti međusobno različiti i da jedino simbolički jezik može sadržati slojevita značenja koja će ljudi sa različitim intelektualnim sposobnostima moći da koriste.
Ove ličnosti i detalji iz Ibn Tufejlove priče protumačeni su na različite načine, međutim, poenta koju većina mislilaca podvlači jeste to da je Ibn Tufejl u ovoj priči nedvosmisleno tvrdi da nisu usaglašeni samo religija i razum, nego da i gnostičko intuitivno saznanje takođe ne ostupa od njihovih načela i predanja.
Ono što je posebno zanimljivo u Ibn Tufejlovom delu, a u vezi sa razvojem islamske filozofije, jeste činjenica da čak i u novoj strukturi ove priče Ibn Tufejl permanentno insistira na istim filozofskim principima na kojima osnivač iluminativne filozofije Šejh Išrak, njegov savremenik na istoku islamskog sveta, gradi svoju novu filozofsku školu. Zapravo, sličnost intelektualnih plodova ovih filozofskih tradicija prikazuje jedinstven prirodni smer razvoja islamske filozofije koga se, kako je već rečeno, pridržavao i Ibn Sina.
Iako sigurno nisu međusobno bili povezani, Ibn Tufejl i Šejh Išrak zajedno govore o istočnjačkoj mudrosti i o značaju intuitivnog izvora saznanja u filozofiji. Verovatno je svrha Ibn Tufejlove priče bila to da se dokažu usaglašenost religijskih, intelektualnih i intuitivnih sudova s jedne, i značaj razuma u religijskom saznanju s druge strane.

## Bibliografija
- Arapski tekst Hayy bin Yaqzan na Wikisource
- Puni pdf francuskog prevoda Živi, sin Budnog na Google Books

## Spoljašnje veze
- About Ibn Tufail
- Ibn Tufayl's view of education implicit in his work Hayy Ibn Yaqzan, by Silvio Sergio Scatolini Apostolo Архивирано на веб-сајту  (6. фебруар 2009)